# Timidina monofosfato

O monofosfato de timidina, também conhecido como ácido 5-timidílico, monofosfato de desoxitimidina ou ácido desoxitimidílico, é um nucleotídeo usado como monômero no DNA. É um éster do ácido fosfórico com o nucleosídeo timidina. O dTMP consiste em um grupo fosfato, a desoxirribose pentose-açúcar e a nucleobase timina.